# Келбаскі
Келбаскі (пол. Kiełbaski) — село в Польщі, у гміні Стара Корниця Лосицького повіту Мазовецького воєводства. Населення — 109 осіб (2011).

## Історія
За даними етнографічної експедиції 1869—1870 років під керівництвом Павла Чубинського, у селі проживали лише греко-католики, які розмовляли українською мовою.
У 1975—1998 роках село належало до Білопідляського воєводства.

## Демографія
Демографічна структура станом на 31 березня 2011 року:
|          | Загалом | Допрацездатний вік | Працездатний вік | Постпрацездатний вік |
| -------- | ------- | ------------------ | ---------------- | -------------------- |
| Чоловіки | 54      | 6                  | 39               | 9                    |
| Жінки    | 55      | 10                 | 30               | 15                   |
| Разом    | 109     | 16                 | 69               | 24                   |